# Белевцовы
Белевцовы — древний русский дворянский род, восходящий к самому началу XVII века.
Согласно летописным свидетельствам, родоначальником дворянского рода этой фамилии стал татарин Мунья, выехавший из Золотой Орды (1393).
Одна ветвь этого рода Белевцовых, происходящая от Лариона Зиновьевича Белевцова, была записана в VI часть дворянской родословной книги Воронежской губернии Российской империи, но Герольдией Правительствующего Сената не была утверждена в древнем дворянстве, за недостаточностью доказательств, и была записана Губернским дворянским депутатским собранием во II часть родословной книги этой губернии.

## Описание герба
Щит разделен на четыре части, из них в первой части, в красном поле, крестообразно положены две серебряные сабли остриями вверх. Во второй и третьей части, в голубом поле, две серебряные луны, рогами в левую сторону обращенные. В четвёртой части, в красном поле, крестообразно означены золотой колчан со стрелами и лук.
На щите дворянский коронованный шлем. Нашлемник: три страусовых пера. Намёт на щите красный и голубой, подложенный золотом.
Герб этого дворянского рода был записан в Часть VIII Общего гербовника дворянских родов Всероссийской империи, страница 95.

## Известные представители
- Белевцов, Владимир Николаевич (1867—1926) — член IV Государственной думы от Курской губернии.